# Katharina von Henneberg

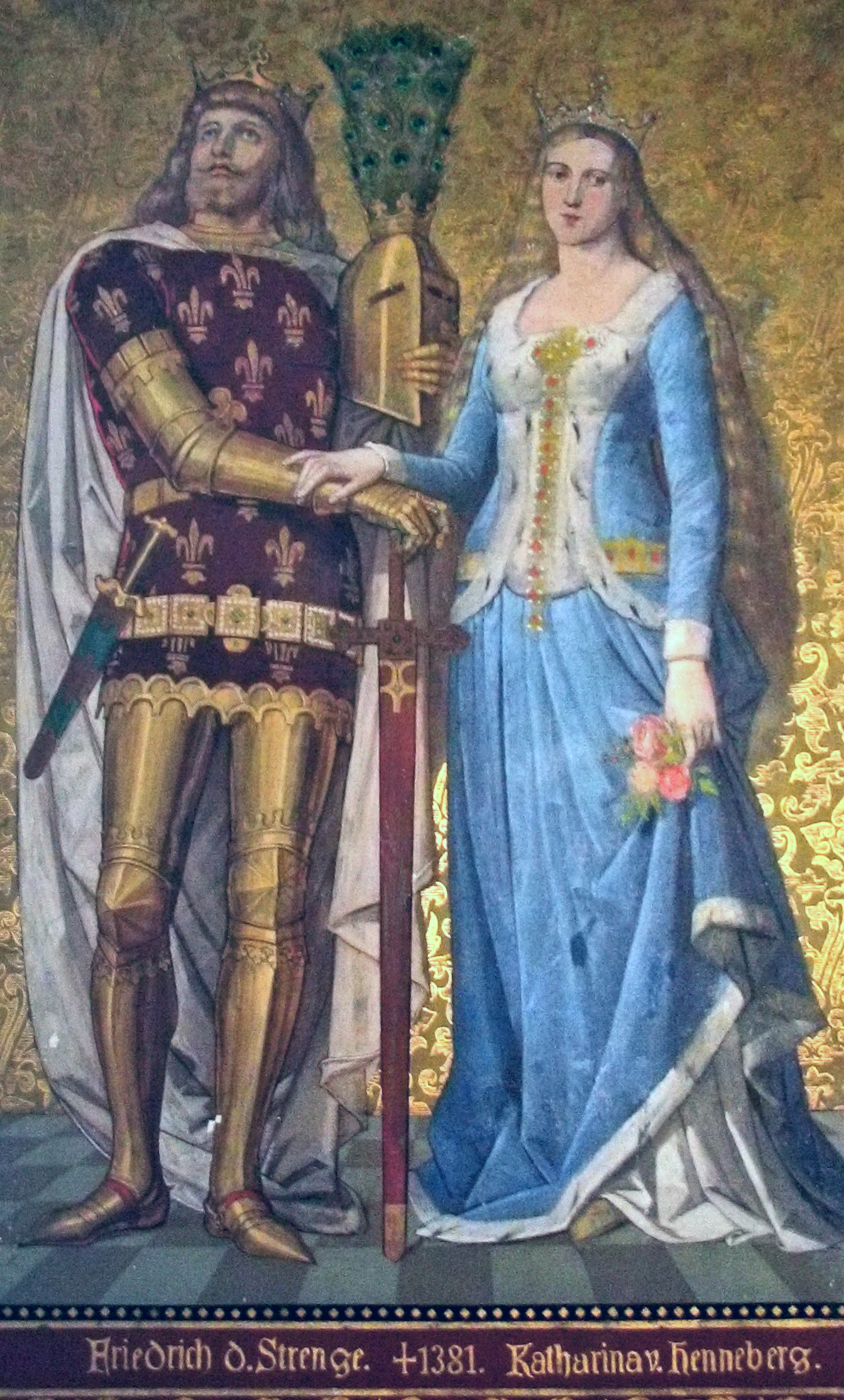
Historiengemälde von Katharina von Henneberg in der Albrechtsburg in Meißen

Katharina von Henneberg, auch Katherina von Henneberg, seit 1347 Markgräfin von Meißen, Landgräfin von Thüringen etc. (* um 1334 in Schleusingen; † 15. Juli 1397 in Meißen) war eine deutsche Regentin. Sie war die Ehefrau des Markgrafen Friedrich des Strengen von Meißen. Sie brachte aus ihrem väterlichen Erbe fränkische Besitzungen um Coburg an die Wettiner.

## Leben
Katharina war die zweite von vier Töchtern des Grafen Heinrich VIII. von Henneberg-Schleusingen und dessen Frau Jutta von Brandenburg, Tochter des Hermann von Brandenburg. 1346 vermählte sie sich mit Friedrich dem Strengen.
Beim Übergang des Coburger Landes von den Hennebergern (Grafschaft Henneberg) an die Wettiner gab es Verwicklungen. Heinrich VIII. legte für den „neue Herrschaft“ genannten Landesteil seine Ehefrau und seine Töchter als Erbinnen fest, während das sonstige Henneberger Territorium an seinen Bruder Johann ging. Die Folge war eine Teilung des hennebergischen Besitzes. Die weibliche Erbfolge hatte auch zur Konsequenz, dass nach Heinrichs VIII. Tod 1347 nicht gleich die Schwiegersöhne ins Erbe eintreten konnten. Möglich wurde das erst nach dem Tod Juttas von Brandenburg am 1. Februar 1353. Bereits am 9. Februar 1353 erschien Markgraf Friedrich bei Kaiser Karl IV. in Prag, um sich mit dem Gebiet um Coburg belehnen zu lassen.
Die komplizierte Erbfolgeregelung widersprach den Erwartungen des noch lebenden Schwiegervaters von Katharina, Friedrich dem Ernsthaften. Das findet seinen Niederschlag in der chronikalisch breit überlieferten Episode, nach der Katharina wegen nicht erfolgter Herausgabe ihrer Mitgift wieder ins Elternhaus zurückgeschickt wurde. Eine weitere Überlieferung besagt, Katharina habe nach dem frühen Tod ihres Erstgeborenen und während der Wartezeit auf den nächsten Sohn nur noch schwarze Kleidung getragen und auf allen Schmuck verzichtet. In beiden Fällen dürfte es sich um Legenden handeln, die allerdings um die zentralen Punkte in Katharinas Leben kreisen, die ungewöhnliche Erbfolge und die gut 20-jährige Wartezeit auf die Geburt von Erben. Erst zwischen 1370 und 1380 wurde sie Mutter von drei überlebenden Söhnen, Friedrich, Wilhelm und Georg.
Als ihr Ehemann 1381 starb, waren die Söhne noch minderjährig. Katharina übernahm gemäß dem Willen ihres verstorbenen Mannes die Vormundschaft bis zu ihrem Lebensende und regierte mit ihnen gemeinsam sowohl ihr Coburger Erbe als auch die den Söhnen bei der Chemnitzer Teilung 1382 zugesprochenen Landesteile an der mittleren Saale bzw. zwischen Saale und Mulde. Katharina hat als Landgräfin von Thüringen und Markgräfin von Meißen vielfach geurkundet und zu diesem Zweck ein eigenes Siegel geführt. Ihren Witwensitz nahm sie in Coburg, wo auch ihre Mutter Jutta residiert hatte. Dort hielt sie sich bereits während ihrer Ehe häufig auf, während Friedrich III. in Ausübung einer damals typischen Reiseherrschaft viel im Land unterwegs war. Von ihrem Ehemann hatte sie daneben Weißenfels als Leibgedinge erhalten.
Hervorgetreten ist Katharina von Henneberg auch als Auftraggeberin des von Johann von Vippach verfassten, nach ihr benannten Fürstenspiegels „Katherina divina“.